# Werner Andermatt
Werner Andermatt (* 28. Juli 1916 in Zug; † 29. Mai 2013) war ein Schweizer Zeichenlehrer und Grafiker.

## Leben
Werner Andermatt besuchte von 1935 bis 1938 die Kunstgewerbeschule Luzern. Er liess sich zum Zeichenlehrer und Grafiker ausbilden. Seine weitere Ausbildung erfolgte in Paris (Akademie La Grande Chaumiere) und Zürich (Akademie Wabel). Ab 1938 an arbeitete er als Grafiker und Buchgestalter, bis er 1948 Lehrer für Figurenzeichnen und Grafik an der Kunstgewerbeschule Luzern wurde. Von 1950 bis 1981 wirkte Andermatt als Direktor der Schule für Gestaltung Luzern.
1986 erhielt er den Innerschweizer Kulturpreis, 1996 die Ehrennadel der Stadt Luzern. Andermatt war Mitglied von visarte (Berufsverband visuelle Kunst), Sektion Zentralschweiz. 
Er lebte in Luzern, war verheiratet und hatte vier Söhne und eine Tochter.

## Publikationen
- Werner Andermatt: Werner Andermatt. [Text: Sibylle Omlin]. Kalt-Zehnder, Zug 1996, ISBN 3-85761-262-2.